# 藤田貴美
藤田 貴美（ふじた たかみ、1970年（昭和45年）12月12日 - ）は、漫画家。北海道出身。育ちは香川県。
『純情闘争』でデビュー。白泉社「花とゆめ」「セリエミステリー」誌、ソニー・マガジンズ「きみとぼく」誌等を経て、現在は主に幻冬舎の雑誌にて執筆活動を続けている。
ボーイズラブ漫画・ライトノベルの挿絵なども手がける。

## 作品リスト

### 単行本
- 純情闘争
- CAPTAIN RED
- 電気
- 雪の女王（原案：アンデルセン「雪の女王」）
- SHIMAVARA
- ご主人様に甘いりんごのお菓子
  - ご主人様に甘いりんごのお菓子2
- オールワークブック「10」
- EXIT
- 花と狼の帝国（TEAM D.O.C名義）
- 蝶々に聞いてごらん
- ゼロ ZERO

### 挿絵
- HOME（木原音瀬）
- LOOP（木原音瀬）
- WELL（木原音瀬）
- リベット（木原音瀬）
- 天使ズ（野梨原花南）
- GLASS HEART　イデアマスター（若木未生）※以降「グラスハート」シリーズバーズノベルス版を担当。